# Super AMOLED
Super AMOLED, Super Active-Matrix Organic Light-Emitting Diode – wyświetlacz używany m.in. w telefonach komórkowych. Podstawową różnicą wobec ekranu AMOLED jest połączenie panelu dotykowego ze szkłem pokrywającym wyświetlacz AMOLED i usunięcie powietrza między warstwami.
Zalety Super AMOLED (w porównaniu do AMOLED) to:
- ekran jaśniejszy o 20%,

Standardowa matryca RGB – 3 subpiksele na piksel (RGB-RGB)

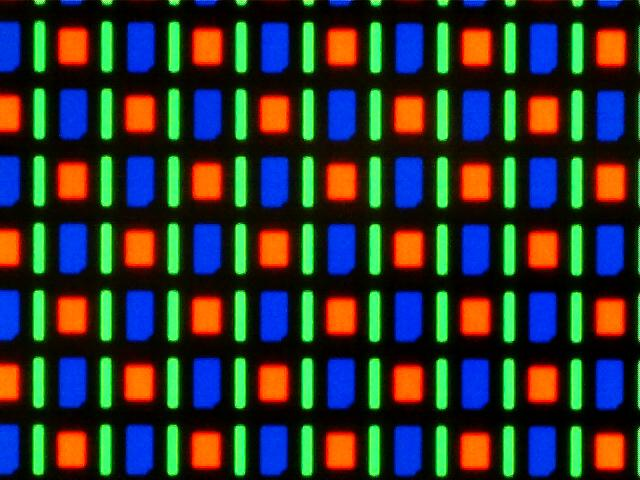
Matryca PenTile – 2 subpiksele na piksel (RG-BG)

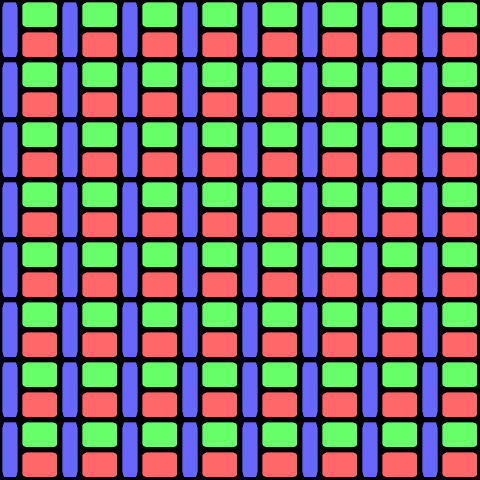
Matryca S-Stripe RGB z Galaxy Note II – 3 subpiksele na piksel (RGB-RGB)

- zmniejszone odbicie światła słonecznego o 80%,
- o 20% mniejsze zużycie energii[2][3].

## Super AMOLED Plus
Samsung zaprezentował w lutym 2011 roku nowe ekrany z serii – Super AMOLED Plus. Wyświetlacze tego typu charakteryzują się większą ilością subpikseli – 3 na piksel w stosunku do tradycyjnego Super AMOLED (jedynie 2 subpiksele – na przemian czerwony i zielony oraz niebieski i zielony) na jedną linie. W nowej generacji tych ekranów wykorzystano typ RGB, a nie jak w Super AMOLED – RGBG (więcej zielonych plamek), co dało lepszy obraz o mniejszej ziarnistości.

## Super AMOLED HD
Samsung wprowadził nową serię ekranów S-AMOLED, wyposażając model Galaxy Note w 5,3″ wyświetlacz Super AMOLED HD o wysokiej rozdzielczości 1280×800 (stąd w nazwie cząstka HD), model Galaxy Nexus 4,65″ wyświetlacz AMOLED HD, o rozdzielczości 1280×720 oraz Samsung i9300 Galaxy S III z ekranem 4,8″ i rozdzielczością 1280×720 pikseli, co daje 306 pikseli na cal.

## Produkcja
Pierwszą firmą produkującą wyświetlacze Super AMOLED był Samsung, a pierwszy telefon z takim wyświetlaczem to Samsung Wave zaprezentowany 14 lutego 2010 r.

### Telefony z ekranemSuper AMOLED
- Samsung S8500 Wave
- Samsung S8600 Wave 3
- Samsung Capative
- Samsung Epic 4G
- Samsung Fascinate
- Samsung Focus
- Samsung Galaxy Ace 4
- Samsung Vibrant
- Samsung Omnia W
- Samsung i8190 Galaxy S3 Mini
- Samsung i9195/i9190 Galaxy S4 mini (RGB S-stripe)
- Samsung i8700 Omnia 7
- Samsung i9000 Galaxy S (RGBG PenTile)
- Samsung i9001 Galaxy S Plus
- Samsung i9010 Armani S
- Samsung i9020 Nexus S
- Samsung i9070 Galaxy S Advance
- Samsung Galaxy J1 2016
- Samsung Galaxy J2 Pro 2018

### Telefony z ekranemSuper AMOLED Plus
- Samsung Infuse 4G
- Samsung Focus S
- Samsung i9100 Galaxy S II
- Samsung i9105 Galaxy S II Plus
- Samsung i9210 Galaxy S II LTE

### Telefony z ekranemSuper AMOLED Advanced/qHD
- Motorola Droid RAZR (RGBG PenTile)
- Motorola RAZR XT910
- Motorola RAZR Maxx
- Motorola RAZR M
- HTC One S
- Huawei Ascend P1 U9200
- Huawei Ascend P1S
- Huawei Ascend P1 LTE
- Asus Padfone
- Samsung Galaxy S4 Mini (RGB S-Stripe)

### Telefony z ekranemSuper AMOLED HD
- Samsung Galaxy Note (RGBG PenTile)
- Samsung Galaxy Note II (RGB S-Stripe)
- Samsung Galaxy Note III Neo (RGB S-Stripe)
- Samsung i9230 Galaxy S II HD LTE
- Samsung i9250 Galaxy Nexus (RGBG PenTile)
- Samsung i9300 Galaxy S III (RGBG PenTile)
- Samsung Ativ S (RGBG PenTile)
- Motorola Droid RAZR HD
- Motorola RAZR HD
- Motorola RAZR Maxx HD
- Motorola DROID Ultra
- Motorola DROID Maxx
- Motorola Moto X (RGB S-Stripe)
- BlackBerry Z30 (RGB S-Stripe)
- Samsung Galaxy K Zoom
- Samsung Galaxy J3 2016
- Samsung Galaxy A3 2017
- Samsung Galaxy J5 2017
- Samsung Galaxy J7 Core
- Samsung Galaxy J7 Neo
- Samsung Galaxy A6
- Samsung Galaxy J4
- Samsung Galaxy J6
- Samsung Galaxy A40s

### Telefony z ekranemSuper AMOLED Full HD
- Samsung Galaxy S4 (RGBG PenTile)
- Samsung Galaxy Note III (RGBG PenTile)
- Samsung Galaxy S5 (RGBG PenTile)
- Nokia Lumia 930
- Motorola Moto X+1
- Motorola DROID Turbo
- Samsung Galaxy A5 2017
- Samsung Galaxy A7 2017
- Samsung Galaxy J7 2017
- Samsung Galaxy A8 2018
- Samsung Galaxy A8+
- Samsung Galaxy A6+
- Samsung Galaxy A7 2018
- Samsung Galaxy A9
- Samsung Galaxy A9s
- Samsung Galaxy A30
- Samsung Galaxy A40
- Samsung Galaxy A50
- Samsung Galaxy M30
- Samsung Galaxy A70
- Samsung Galaxy A80
- OnePlus 8T

### Telefony z ekranemSuper AMOLED WQHD(2560×1440)
- Alcatel Idol 4S (RGBG PenTile)
- Samsung Galaxy Note 4 (RGBG PenTile)
- Samsung Galaxy S6
- Motorola Nexus 6 (RGBG PenTile)
- Samsung Galaxy Note 5
- Samsung Galaxy S6 Edge / Plus
- Motorola Nexus 6
- Samsung Galaxy S7
- Samsung Galaxy S7 Edge
- Samsung Galaxy Note 7

### Telefony z ekranemSuper AMOLED Infinity Display(2960×1440)
- Samsung Galaxy S8
- Samsung Galaxy S8+
- Samsung Galaxy S8 Active
- Samsung Galaxy Note 8
- Samsung Galaxy S9
- Samsung Galaxy S9+
- Samsung Galaxy Note 9

### Tablety z ekranemSuper AMOLED WQXGA(2560×1600)
- Samsung Galaxy Tab S 8.4 (RGBG PenTile)
- Samsung Galaxy Tab S 10.5 (RGB S-Stripe)
- Samsung Galaxy Tab S2
- Samsung Galaxy Tab S4
- Samsung Galaxy Tab S5e
- Samsung Galaxy Tab S6